# Benjamin Friedrich Haakh
Benjamin Friedrich Gottlieb Haakh (* 26. Februar 1778 in Tübingen; † 9. August 1825 in Heilbronn) war ein deutscher Advokat und Politiker.

## Leben
Haakh war herzoglich braunschweigischer Hofrat und als Advokat in Heilbronn tätig, hatte aber auch einige Zeit in Paris gelebt. 1812 gehörte er zu einem Konsortium, das die fürstlich-hohenlohische Saline in Weißbach durch Kauf übernahm und 1818 bis 1820 die neue Saline Ludwigshall in der unweit von Heilbronn gelegenen hessischen Stadt Wimpfen errichtete. 1821 wurde zu deren Betrieb eine Aktiengesellschaft errichtet – die älteste im Großherzogtum Hessen –, an der Haakh 25 von 1000 Anteilen hielt.
In den württembergischen Ständeversammlungen, wo er zur Opposition gehörte, vertrat Haakh von 1815 bis 1817 das Oberamt Besigheim und stimmte am 2. Juni 1817 gegen die Annahme des Verfassungsentwurfs. 1819 wurde er für die Stadt Heilbronn in die Abgeordnetenkammer der württembergischen Landstände gewählt, wo er Sekretär im Vorstand war und am 19. Juni 1820 das Engagement eines Geschwindschreibers anregte, da die bis dahin von den Sekretären angefertigten Protokolle oftmals unbefriedigend waren. In Person August Winters engagierte die Kammer dann tatsächlich erstmals einen Stenografen. Am 1. Dezember 1820 legte Haakh das Mandat nieder. In einer Ersatzwahl wurde 1821 August Schreiber zu seinem Nachfolger gewählt, der Heilbronn schon bei der Ständeversammlung 1819 vertreten hatte.

## Familie
Haakhs in Stuttgart geborener Vater Johann Friedrich Haakh (* 1745; † 1815 oder 1817) hatte sich aus dem Stuttgarter Waisenhaus in eine Beamtenlaufbahn emporgearbeitet. Er war königlich dänischer Etatsrat und großherzoglich mecklenburgischer Hofrat, ab 1782 war er einige Jahre gräflich erbachscher Kanzleidirektor. 1776 heiratet er Haakhs Mutter, die Pfarrerstochter Johanna Beata Conz (1756–1823) aus Frommern. Benjamin Friedrich Haakh hatte drei Brüder und vier Schwestern, von denen drei Schwestern und sein Bruder Imanuel Israel Gotthold Haakh (1783–1812, Kaufmann in Heilbronn) das Erwachsenenalter erreichten.
1810 heiratete Haakh seine Frau Maria Elisabeth Liesching (1784–1824). Aus der Ehe gingen fünf Kinder hervor, darunter die beiden Söhne Carl Friedrich Haakh (1811–1851, Pfarrer) und Adolf Friedrich Haakh (1815–1881, Klassischer Philologe und Altertumsforscher).